# 吉沢眞人
吉沢 眞人（よしざわ まさと、1961年6月23日 - ）は、日本の俳優。東京都出身。身長167cm、血液型はO型。丹波哲郎に弟子入りしていた。オフィス斬に所属していたが、2021年現在はフリーで活動中。2022年12月、入院し闘病中であることが公式ツイッターで明らかにされた。

## 出演

### 映画
- 麻雀飛翔伝 哭きの竜 外伝（2011年） - 宇佐美和男
- 藁の楯（2013年） - 車掌
- 凍牌<劇場版>（2013年） - 倉橋

### Vシネマ
- 雀狼伝2 必殺!!亜空間殺法（2000年） - 司会
- 雀狼伝3 必殺!!亜空間殺法（2000年） - 司会
- 大脱獄（2002年） - 刑務官
- 実録・ぼったくり 風営法全史（2003年） - 仰木グループの店長
- 首領の道 season2（2015年） - 赤心報効連合総長 熊田成由
- 九州極道戦争（2016年） - 北島 山北会幹部 オオハシ
- 制覇9（2017年） - 東京五等連合 午朗会会長 神岡比佐志
- 日本統一22-（2017年-） - 極山会幹部 小野寺和昌
  - 日本統一22・23（2017年） - 初代極山会理事長 松水会二代目
  - 日本統一24-（2017年-） - 丸神会理事長補佐 二代目極山会会長
- キングダム 〜首領になった男〜（2019年） - 媒酌人
- 龍虎の理（2021年） - 見届け人(盃)
- 日本統一外伝 田村悠人（2021年）‐ 丸神会理事長補佐 二代目極山会会長 小野寺和昌

### 配信
- 中野英雄のYouTuBAR「潜入 丸神会 第弐回」（2021年10月7日、YouTube）
- 東映 Xstream46『はだか拳Ω（オメガ）』（2021年10月22日） - 渡辺源吉

### テレビドラマ
- 大河ドラマ 花の乱（1994年、NHK）
- 新大型時代劇 真田太平記（NHK）
- 連続テレビ小説 青春家族（1989年、NHK）
- もう誰も愛さない（フジテレビ） - 陳(王の部下)
- 土曜ワイド劇場 新・赤かぶ検事奮戦記 第16作「飛騨・高山〜能登・和倉 喪服の似合う人妻の秘密」（2004年10月16日、ABC）
- 土曜ワイド劇場 温泉 (秘) 大作戦 第5作「仕掛人vsホテル買収人 山口県長門温泉郷をめぐる謎の連続殺人!下関のトラフグと日本海仙崎イカの究極料理!」（2008年1月19日、ABC）
- タイムスクープハンター シーズン2「金山衆　闇からの脱出」（NHK）
- タイムスクープハンター シーズン4「仰天裁判！鉄火つかみ」（NHK）

### CM
- 日清食品「本生うどん」「どん兵衛」
- コクヨ「ドラゴンボール缶ペン」